# Glypta aclerivora
Glypta aclerivora är en stekelart som beskrevs av Dasch 1988. Glypta aclerivora ingår i släktet Glypta och familjen brokparasitsteklar. Inga underarter finns listade i Catalogue of Life.